# مشعلية إربدية
مشعلية إربدية أو رشاد حجري إربدي أو مشعلية جلعادية (الاسم العلمي:Aethionema gileadense) هي نوع من النباتات تتبع جنس المشعلية من الفصيلة الصليبية.